# Giovanni Stanetti
Giovanni (Johann) Stanetti (* Głogówek,  Gornja Šlezija, Poljska, 1663.-† Beč, Austrija, 19. srpnja 1726.) bio je austrijski kipar, koji je zanat izučio u Veneciji. Njegov najpoznatiji rad je kiparska oprema dvorca Donji Belvedere.

## Životopis
Rođen je u mjestu Głogówek, (njemački: Oberglogau), pored poljskog grada Opole, u Gornjem Šljonsku (njemački: Oberschlesien), koji je do 1742. bio dio Austrije.
Po onom što se danas zna, imao je kiparsku radionicu u Veneciji. Princ Eugen Savojski uspio ga je nagovoriti da se preseli u Beč, zajedno sa svojom radionicom. 
Od 1700. do 1721. godine, u suradnji s arhitektom Lukasom von Hildebrandtom, radio je seriju skulptura za balustrade te drugu kiparsku dekoraciju dvorca Donji Belvedere u Beču. Između ostalog, napravio je 1700. g. reljef za nadgrobni spomenik grofa Siegfrieda Saraua u Teutonskoj crkvi na Singerstrasse u Beču, te reljef na zabatu Karlskirche pod nazivom Apoteoza sv. Karla Boromejskog u spomen protiv kuge (1725.g.). 
Godine 1712. godine, nakon smrti cara Josipa I., postao je dvorski kipar.